# Clydog ap Cadell
Clydog ap Cadell est roi de Seisyllwg pendant 11 ans de 909 à 920

## Biographie
À la mort de Cadell ap Rhodri en 909 ses fils se partagent son domaine: Clydog l'ainé reçoit le Seisyllwg et Hywel Dda reçoit le Dyfed. Toutefois c'est le cadet qui est le plus apte à gouverner et de facto les deux frères règnent conjointement sur leurs royaumes. C'est ainsi qui sont présents ensemble selon  les  Chronique anglo-saxonne 
lors de la rencontre de 918 afin démonter leur fidélité au roi de Wessex Edouard l'Ancien. Clydog disparaît vraisemblablement âgé d'environ 40 ans en 920 assassiné par son frère Meurig ap Cadell . Bien que selon certaines généalogies il soit le père de Meurig, Hyfaidd, et d'un autre fils nommé  Cadfael, l'ensemble du royaume revient alors à Hywel Dda .